# Мальвина (имя)
Мальвина (Malvina) — женское имя.
Происходит от имени персонажа «Поэм Оссиана» Джеймса Макферсона в варианте «Моина» (от гэльского mala mhì n — «гладкобровая»). Кроме того, существует версия происхождения этого имени от древнегерманских слов mal (справедливость) + win (друг).
Когда-то это имя было очень популярно, особенно в Германии, возможно из-за влияния Оссиана на Гёте, Клопштока и Гердера. По версии Шарлотты Мэри Янг, мода на имя Мальвина пришла в Германию из Франции.
В Италии стало использоваться в конце XVIII века после публикации «Поэм Оссиана» в переводе Мельхиора Чезаротти и было распространено среди образованных слоёв населения преимущественно в северных и центральных регионах страны. Иногда использовалось и парное мужское имя Мальвино. В настоящее время популярность имени Мальвина в Италии снизилась.
В США, согласно переписи 1990 года, по распространённости являлось 4041-м в списке из 4276 женских имён. Распространено в Польше.

## Носители
- Мальвина — псевдоним венгерской поэтессы Юдит Дукаи Такач[венг.] (1795—1836), взявшей это имя в 1810-е годы в честь персонажа «Поэм Оссиана»[8].

## Известные персонажи
- Мальвина, дочь Тоскара (поэмы Макферсона, см.).
- Мальвина из романа принцессы Марии Вюртемберской (урождённой княжны Чарторыйской) «Мальвина, или Предчувствие сердца» (1816)[9].
- Мальвина из сказки «Золотой ключик, или Приключения Буратино» (1936).